# Раме, Жюль Этьенн
Этьенн-Жюль Раме, или  Жюль Раме Младший (фр. Étienne-Jules Ramey; 24 мая 1796, Париж, — 29 октября 1852, Париж) — французский скульптор академического направления.

## Биография
Этьенн-Жюль учился у отца, скульптора Клода Раме, затем в мастерской Пьера Картелье в Школе изящных искусств в Париже.
В 1815 году Раме получил Римскую премию по скульптуре за работу «Улисс, узнанный своей собакой», а годом ранее получил вторую премию и работал в Риме в 1816—19 годах.
В 1828—1839 годах вместе с Давидом д’Анже работал над скульптурным оформлением триумфальной арки на площади Жюля Геда в Марселе.
В 1832 году Раме сменил Пьера Картелье в должности преподавателя скульптурного класса Школы изящных искусств в Париже. Совместно с Огюстом Дюмоном (1801—1884) он также открыл собственную скульптурную мастерскую. Среди учеников Раме были Эжен-Антуан Эзлен, Жан-Жозеф Перро, братья Жозеф и Гийом Гефсы.

## Галерея

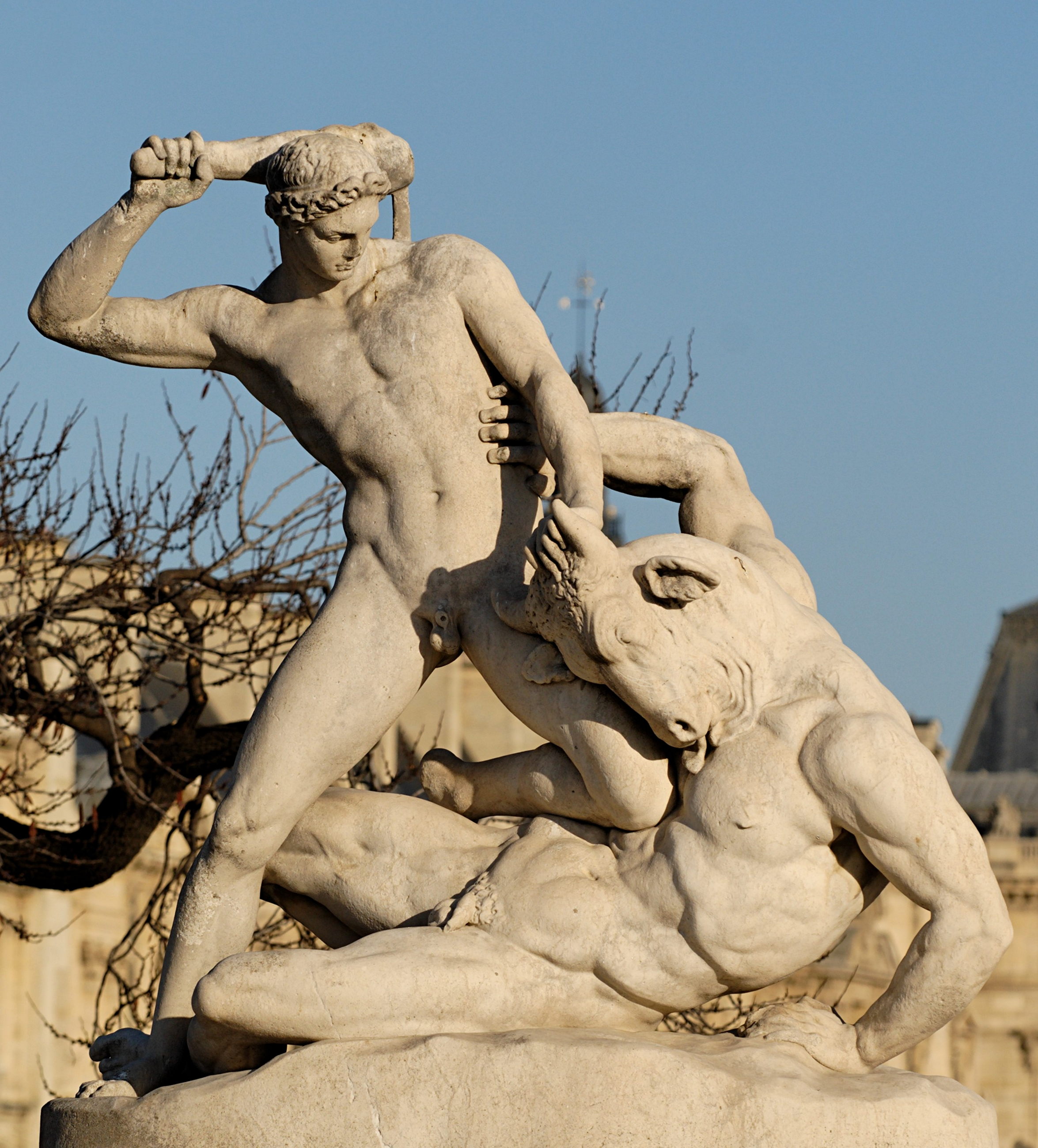
Тезей и Минотавр. 1826. Сад Тюильри, Париж
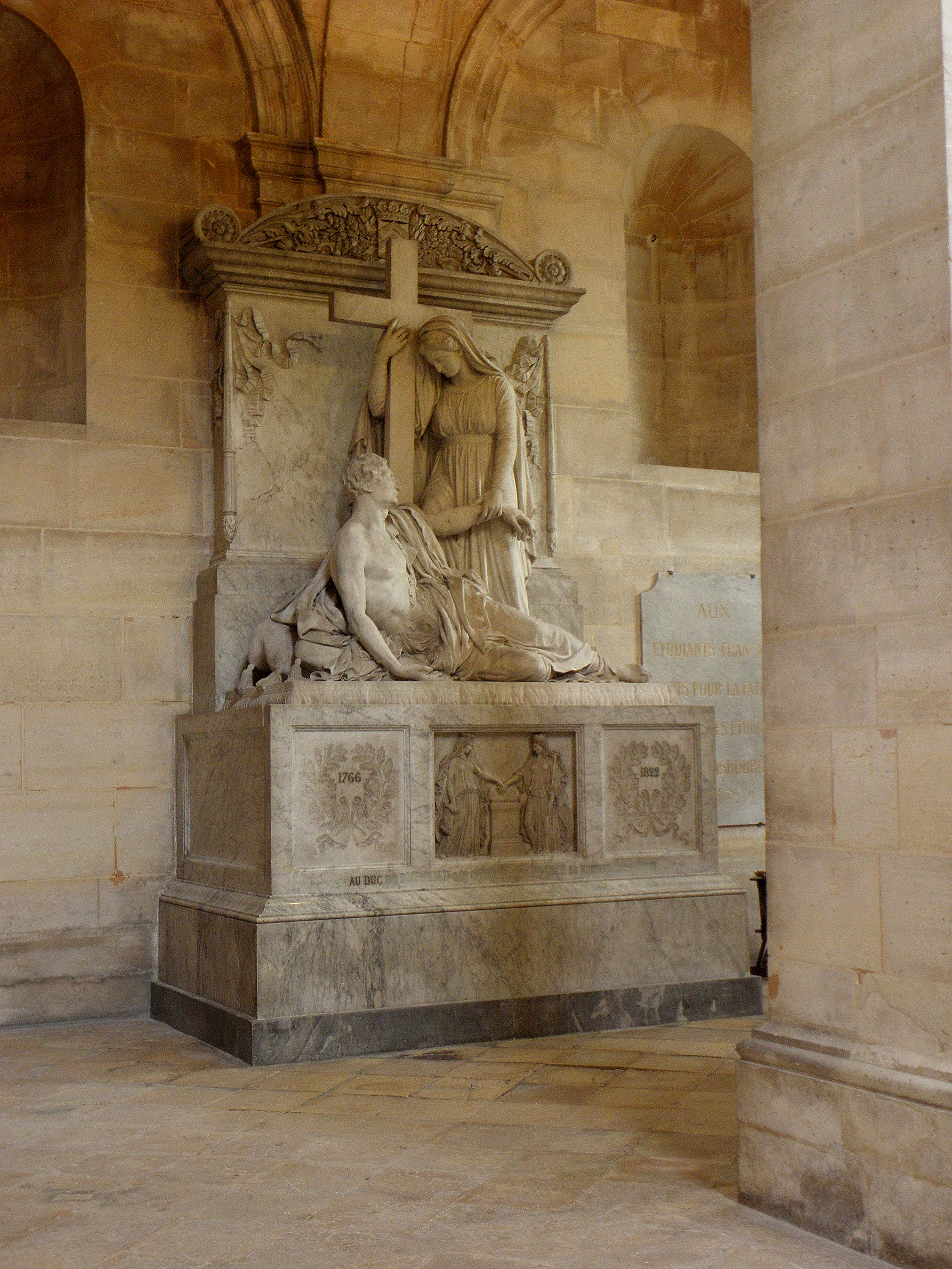
Надгробие Ришельё, Арман-Эммануэль дю Плесси. Капелла Святой Урсулы. Церковь Сорбонны, Париж
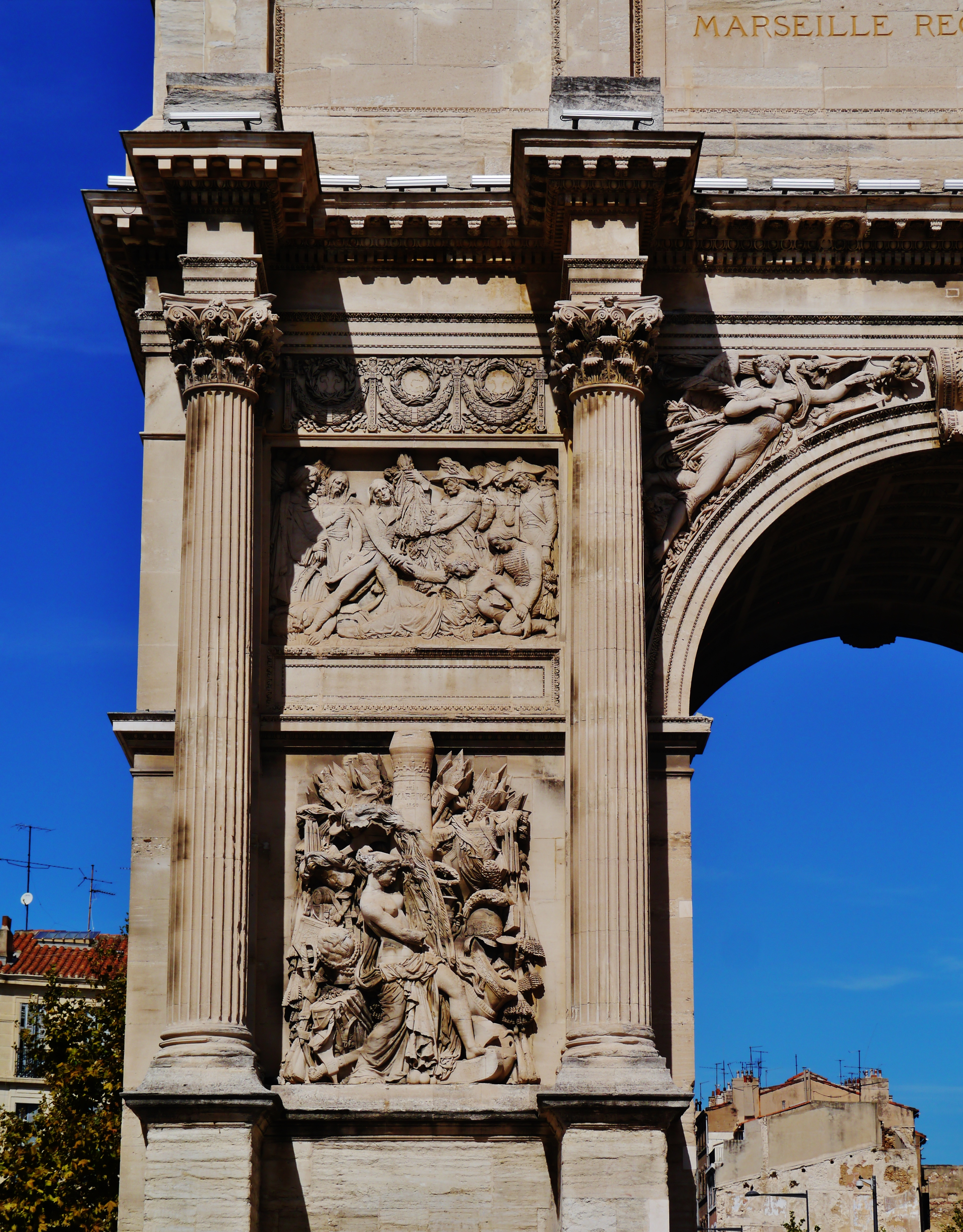
Триумфальная арка в Марселе. Деталь
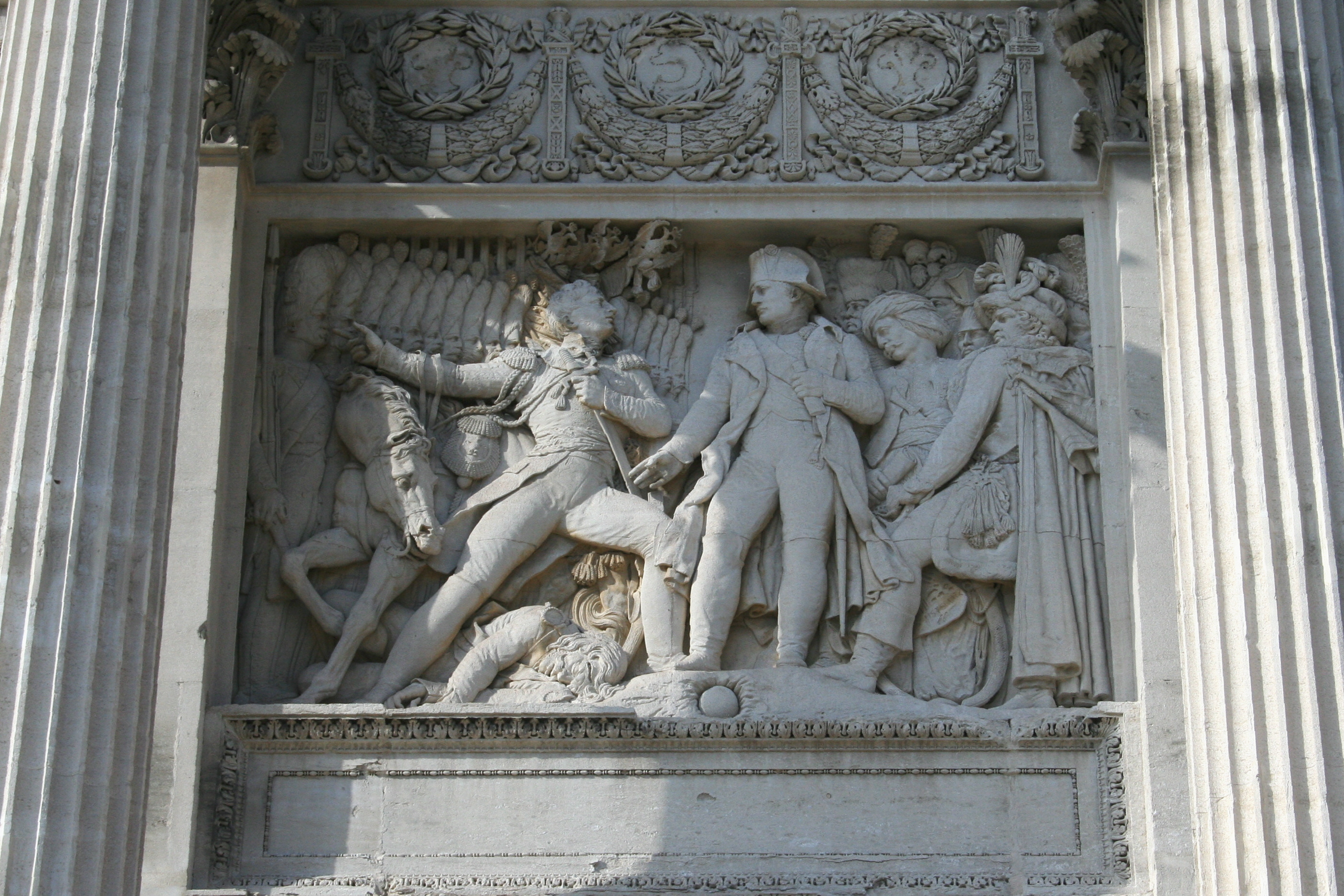
Сражение при Аустерлице. Деталь оформления Триумфальной арки
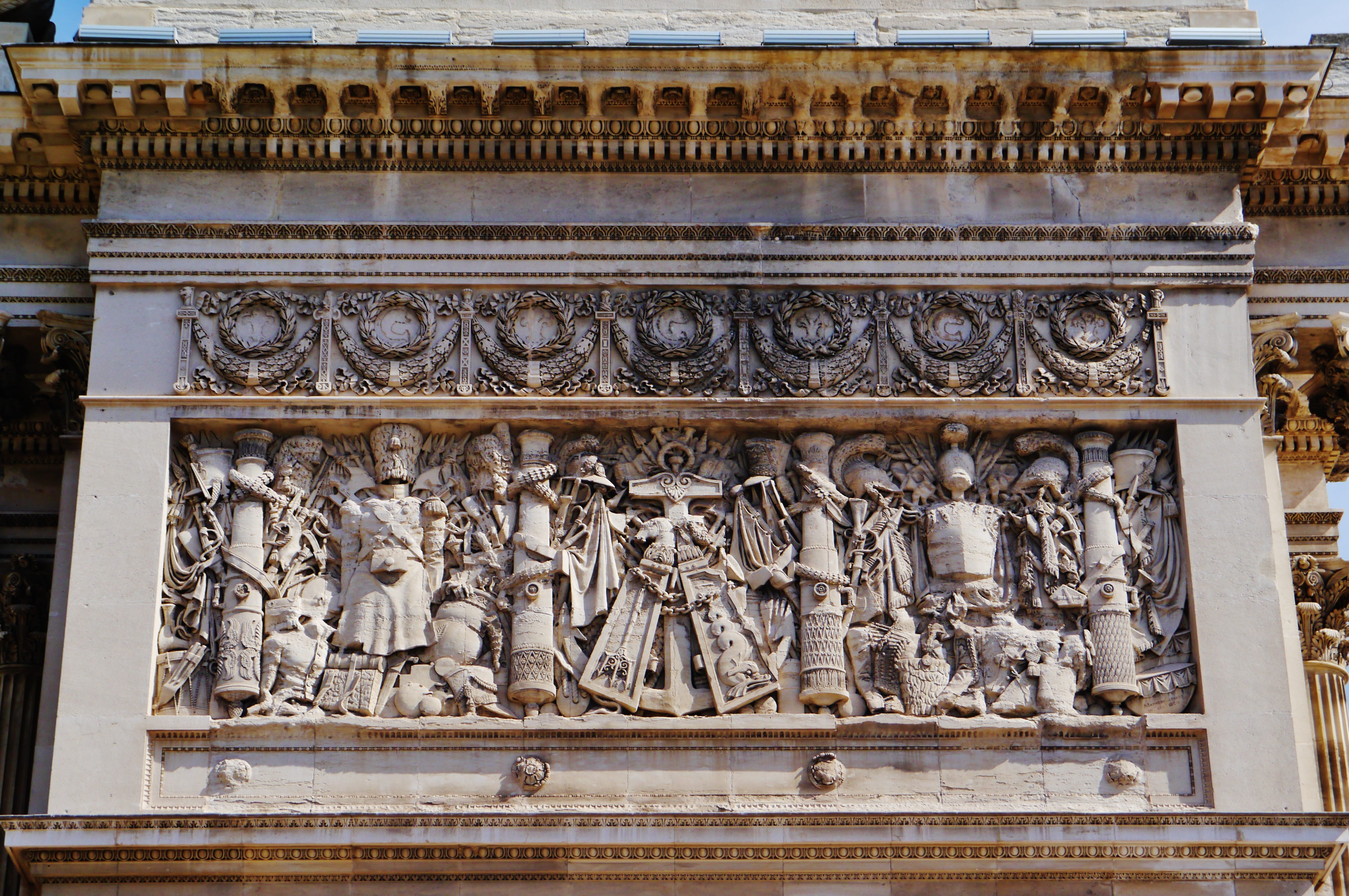
Трофеи. Деталь оформления Триумфальной арки